# 9/11 Tribute Museum
El 9/11 Tribute Museum, antes conocido como 9/11 Tribute Center y Tribute WTC, compartía las historias personales de los familiares que perdieron a sus seres queridos, los supervivientes, los trabajadores de rescate y recuperación, los voluntarios y los residentes del Bajo Manhattan con aquellos que querían aprender sobre los atentados del 11 de septiembre. Estaba situado en la sección del Distrito Financiero de Manhattan, en la ciudad de Nueva York, y ofrecía recorridos a pie y galerías con artefactos e historia de aquel fatídico martes de septiembre de 2001 antes de pasar a ser un museo exclusivamente en línea en agosto de 2022.

## Organización
El 9/11 Tribute Museum es una organización sin ánimo de lucro 501(c)3, y es un proyecto de la Asociación de Familias del 11 de Septiembre. Mientras que el National September 11 Memorial & Museum, de mayor envergadura, se centra en los que murieron, el primero ha mantenido su enfoque en los supervivientes.
El 9/11 Tribute Museum ofrece experiencias educativas a los visitantes y un lugar central para que la comunidad local y los familiares y amigos de las víctimas se reúnan y compartan sus experiencias personales con el público.
El museo no tiene una dotación y se centra en los ingresos de las entradas para su funcionamiento.

## Historia

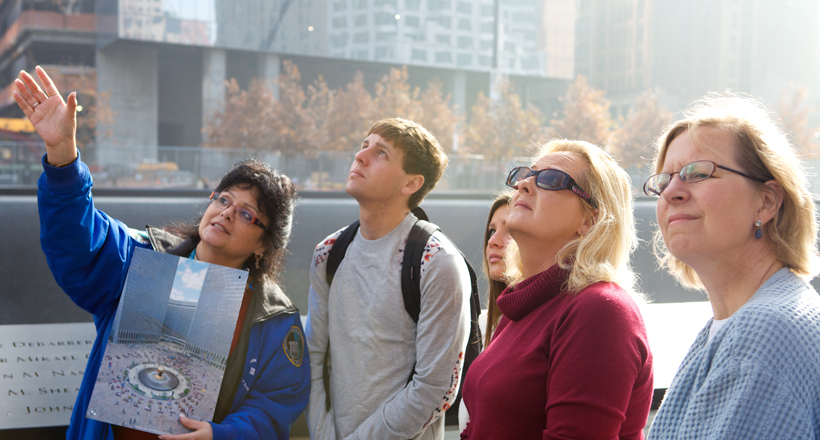
Voluntaria del museo realizando una visita guiada.

El museo es un proyecto de la Asociación de Familias del 11 de Septiembre, creada por viudas y otros familiares de los fallecidos en los atentados del 11-S. La Asociación estableció una misión para unir y apoyar a todas las víctimas del terrorismo a través de la comunicación, la representación y el apoyo entre pares.
El Centro de Homenaje al 11-S se inauguró el 6 de septiembre de 2006, frente al emplazamiento del World Trade Center y junto al parque de bomberos FDNY Ten House del Departamento de Bomberos de la Ciudad de Nueva York. Se ubicó en el antiguo Liberty Deli, donde se entregaron comidas y suministros a los trabajadores de rescate tras los atentados. La Asociación renovó el espacio para crear un centro educativo con fotos, artefactos e historias compartidas por la comunidad. En junio de 2017, el museo se trasladó al número 92 de la calle Greenwich, una ubicación que le proporcionó más espacio de exposición.
Aunque el Centro de Homenaje al 11-S abrió primero, ha seguido siendo el más pequeño de los dos museos de la ciudad dedicados al 11-S. El propietario del museo, Thor Equities, puso en venta el 92 de Greenwich Street en noviembre de 2019, lo que habría obligado al museo a trasladarse o cerrar. El impacto de la pandemia del coronavirus en el turismo llevó finalmente al museo a anunciar en marzo de 2022 que cerraría. El museo cerró su ubicación física el 17 de agosto de 2022 y trasladó todas sus exposiciones a Internet. La ubicación física del museo había atraído a cinco millones de visitantes y había realizado 500 000 visitas guiadas a lo largo de su existencia.

## Visitas
El museo contaba con guías voluntarios formados que tienen experiencias personales con el 11-S. Tenía 900 guías turísticos formados, algunos de los cuales venían de lugares tan lejanos como el norte de Virginia. Las visitas guiadas llevaban a los visitantes a través de la Plaza del Monumento al 11-S, con paradas en otros lugares significativos como el Muro Conmemorativo de los Bomberos y el Árbol de los Supervivientes. Estas visitas cesaron cuando el museo cerró su sede física.